# Taşoluk, Kırıkhan
Taşoluk là một xã thuộc huyện Kırıkhan, tỉnh Hatay, Thổ Nhĩ Kỳ. Dân số thời điểm năm 2011 là 211 người.